# Violet Eves
I Violet Eves sono stati un gruppo musicale Italiano di genere New wave attivo negli anni ottanta formatosi nell'area della riviera adriatica tra Rimini e Riccione. Band composta da Gabriele Tommasini, Franco Caforio, Leonardo Militi, Renzo Serafini e Nicoletta Magalotti aka NicoNote.
Il gruppo fece parte della scena new wave italiana degli anni ottanta, che ebbe tra i principali esponenti Litfiba, Diaframma, Neon, Underground Life e Moda.

## Storia del gruppo
Il primo nucleo della band si forma verso la fine del 1982 ad opera di Franco Caforio batterista e Gabriele Tommasini bassista, entrambi di Riccione, ma è solo nel 1984 che la band prende la sua forma. 
I primi anni videro l'avvicendarsi di varie formazioni con numerosi musicisti della scena tra Riccione e Rimini. Da Savioli alle tastiere, a Terrezza alla voce e chitarra sostituito da Luciano Sberlati detto "Ciano" (che lasciò la formazione per dedicarsi a un suo progetto solista, ma la sua tormentata personalità lo condusse a una crisi profonda e al suicidio) da Paolo Scarponi al sax a Mirko Galli alle tastiere, tutti elementi che lasciarono la band nel 1983,  anno in cui arriva Leonardo Militi, che diventò il tastierista dei Violet Eves. 
Nel 1984 Leonardo Militi presentò a Franco Caforio e Gabriele Tommasini, Nicoletta Magalotti cantante e performer nota poi come NicoNote e autrice di tutti i testi delle canzoni,, entrò nel gruppo alla fine del 1984, in contemporanea con l'arrivo del nuovo chitarrista Renzo Serafini. Il gruppo così composto (Nicoletta Magalotti aka NicoNote, Franco Caforio, Gabriele Tommasini, Leonardo Militi e Renzo Serafini) decise di mantenere invariato il nome della band, come un nuovo vero inizio. 
In poco più di un mese composero sei brani, con particolari sonorità elettroniche ed elettroacustiche, l'introduzione del vibrafono e della batteria elettronica che furono diffuse su un demo-tape che iniziò a girare in ambito underground. Il primo DJ a trasmettere Listen over the Ocean fu Thomas Balsamini dalle frequenze di Radio San Marino Rock. Di lì a poco, dopo un concerto dei Litfiba allo Slego, il dj Franco Fattori consegnò una copia del demo-tape a Piero Pelù, che lo fece ascoltare a Alberto Pirelli della nascente etichetta indipendente fiorentina I.R.A. Records, che li mise sotto contratto.
Nel 1985 uscì il primo EP Listen Over The Ocean per la Anemic Music.
Nel 1986 fu pubblicato l'album Incidental Glance per la D.E.A. (pubblicato anche dalla giapponese Nippon Phonogram Co., Ltd.) e per quell'anno Leonardo Militi venne sostituito dal tastierista bolognese Lele Gaudi.
Parteciparono poi a vari festival internazionali d'oltralpe quali Transmusicales a Rennes e alla manifestazione Printemps de Burges. È del 1986 il loro live a Parigi al Club Le Bains Douches seguito dal live al Rex Club.
Nel 1987 parteciparono a Casorate Rock, manifestazione presentata da Francesco Salvi e poi ritrasmessa in tv da Italia Uno. Nell'occasione portarono due pezzi: Effetti Speciali e Aaria. Nello stesso anno parteciparono a Salonicco alla Biennale dei Giovani del Mediterraneo e il loro live a Vienna al Club U4.
Nel 1988 pubblicarono il loro secondo album, Promenade, prodotto da Roberto Colombo, con ospiti quali Patrizio Fariselli degli Area e Mauro Pagani. L'album cantato in italiano fu pubblicato anche in Francia da Ira France/Barclay. Parteciparono ad alcune puntate di DOC, programma su Rai 2 curato da Renzo Arbore e presentato da Gegè Telesforo. Nello stesso anno uscì  Padam Padam, uno split album a tre con i Litfiba ed i Moda, al quale seguì uno tour a tre band I.R.A. Records, che toccò tra l'altro il Tursport di Taranto in un concerto organizzato in collaborazione con l'ARCI locale il 1 luglio 1988 e nell'ottobre 1988 al club La Cigale di Parigi.

### Scioglimento
Dopo il concerto di Parigi, i Violet Eves si sciolsero a fine anno per lasciare spazio alla carriera solista dei componenti.
Caforio divenne batterista dei Litfiba. Tommasini divenne produttore musicale. Leonardo Militi giornalista. Renzo Serafini artigiano della luce. Nicoletta Magalotti NicoNote si trasferì a Firenze, partecipò alla compilation Union (CGD, 1990) con una cover di Alba chiara-  produzione di Oderso Rubini, poi pubblicò il suo primo album solista "Nico" (EMI, 1992) prodotto da Alberto Pirelli. Nel 1996 crea il progetto artistico e alias NicoNote come sigla per tutte le sue creazioni. Negli anni ha seguito un percorso artistico trasversale unico nel suo campo, tra musica, teatro, scena performativa, clubbing, con produzioni discografiche, curatele, e tour musicali e teatrali in tutta Europa, Canada, Israele, Brasile, Argentina. Nel 2018 dedica ai Violet Eves l'album Deja V. (MAT, 2018) prodotto da Renzo Serafini, l'album contiene interamente rielaborazioni di brani del gruppo.

## Componenti
- Nicoletta Magalotti aka NicoNote voce e testi
- Leonardo Militi - pianoforte e tastiere
- Gabriele Tommasini - basso, clarinetto.
- Franco Caforio - vibrafono, percussioni, batteria
- Renzo Serafini - chitarra, clarinetto
- Gaudi - pianoforte e tastiere (1986)

## Produzioni

### Album
- 1986 – Incidental Glance, LP, D.E.A. 508000-1, Italia
- 1988 – Promenade, LP, I.R.A. Records IRA 103, Italia

### Singoli ed EP
- 1985 – Listen Over the Ocean, , Anemic Music AM NPXL 001, Italia
- Promenades / Interview De Nico, , I.R.A. Records IRA 203, Italia
- 1988 – Padam Padam, , I.R.A. Records IRA 206, Italia Split con Litfiba e Moda

### Raccolte
- 2001 – Overview, , Materiali Sonori VLT 01/02, Italia

### Partecipazioni a compilation
- 2018 – Uneven Paths: Deviant Pop From Europe 1980-1991, , Music From Memory MFM031, Paesi Bassi